# Liverpool Football Club Women 2019-2020
Questa voce raccoglie le informazioni riguardanti il Liverpool Football Club Women nelle competizioni ufficiali della stagione 2019-2020.

## Stagione
La stagione è stata caratterizzata dallo scoppio della pandemia di COVID-19 nel mese di marzo 2020, che ha portato a un'iniziale sospensione di tutte le competizioni, per poi arrivare a una sospensione definitiva il successivo 25 maggio. La classifica della FA Women's Super League venne stilata in base al rapporto punti conquistati su partite disputate, e il Liverpool mantenne la dodicesima posizione che aveva al momento della sospensione del torneo, ossia dopo quattordici partite disputate, venendo retrocesso per la prima volta dalla stagione inaugurale della Women's Super League nel 2011. In campionato il derby del Merseyside tra Liverpool ed Everton venne organizzato negli stadi delle prime squadre: la gara d'andata venne giocata il 17 novembre 2019 all'Anfield, per la prima volta nella storia della squadra femminile, davanti a un pubblico di 23 500 spettatori e venne vinta dall'Everton; la gara di ritorno, invece, si sarebbe dovuta giocare al Goodison Park prima il 9 febbraio 2020, ma rinviata a causa della tempesta Ciara, e poi il 25 marzo 2020, ma annullata a causa della sospensione del campionato.
In FA Women's Cup la squadra, che era partita dal quarto turno, è stata eliminata al quinto turno, dove è stata sconfitta dal Chelsea. In FA Women's League Cup la squadra non è riuscita a superare la fase a gruppi, avendo concluso come terza classificata nel gruppo B, dove era anche l'unica squadra di Women's Super League.

## Maglie e sponsor
Le tenute di gioco solo le stesse adottate dal Liverpool maschile.
| Casa | Trasferta | Terza divisa |

## Rosa
Rosa e numeri di maglia come da sito societario.
| N. |                        | Ruolo | Calciatrice                        |
| -- | ---------------------- | ----- | ---------------------------------- |
| 1  | Germania (bandiera)    | P     | Anke Preuß                         |
| 3  | Inghilterra (bandiera) | D     | Leighanne Robe                     |
| 4  | Galles (bandiera)      | C     | Rhiannon Roberts                   |
| 5  | Irlanda (bandiera)     | D     | Niamh Fahey (vice capitano)        |
| 6  | Inghilterra (bandiera) | D     | Sophie Bradley-Auckland (capitano) |
| 7  | Inghilterra (bandiera) | A     | Jessica Clarke                     |
| 8  | Inghilterra (bandiera) | C     | Jade Bailey                        |
| 9  | Inghilterra (bandiera) | A     | Courtney Sweetman-Kirk             |
| 10 | Scozia (bandiera)      | C     | Christie Murray                    |
| 11 | Inghilterra (bandiera) | A     | Melissa Lawley                     |
| 13 | Canada (bandiera)      | P     | Rylee Foster                       |

| N. |                             | Ruolo | Calciatrice      |
| -- | --------------------------- | ----- | ---------------- |
| 14 | Inghilterra (bandiera)      | A     | Ashley Hodson    |
| 17 | Inghilterra (bandiera)      | A     | Niamh Charles    |
| 18 | Inghilterra (bandiera)      | P     | Fran Kitching    |
| 19 | Inghilterra (bandiera)      | C     | Amy Rodgers      |
| 20 | Inghilterra (bandiera)      | A     | Rinsola Babajide |
| 21 | Inghilterra (bandiera)      | C     | Missy Bo Kearns  |
| 22 | Inghilterra (bandiera)      | D     | Rebecca Jane     |
| 23 | Inghilterra (bandiera)      | D     | Jemma Purfield   |
| 24 | Inghilterra (bandiera)      | C     | Kirsty Linnett   |
| 27 | Irlanda del Nord (bandiera) | C     | Rachel Furness   |

## Calciomercato

### Sessione estiva
| Acquisti | Acquisti       | Acquisti        | Acquisti |
| R.       | Nome           | da              | Modalità |
| -------- | -------------- | --------------- | -------- |
| D        | Rebecca Jane   | Reading         | [ 10 ]   |
| C        | Jade Bailey    | Chelsea         | [ 11 ]   |
| C        | Melissa Lawley | Manchester City | [ 12 ]   |

| Cessioni | Cessioni          | Cessioni         | Cessioni |
| R.       | Nome              | a                | Modalità |
| -------- | ----------------- | ---------------- | -------- |
| D        | Ellie Fletcher    | Sheffield Utd    | prestito |
| D        | Leandra Little    | Sheffield Utd    | [ 14 ]   |
| D        | Jasmine Matthews  | Bristol City     | [ 15 ]   |
| C        | Laura Coombs      | Manchester City  | [ 14 ]   |
| C        | Aimee Everett     | Leicester City   | [ 16 ]   |
| C        | Lauren Thomas     | Blackburn Rovers | [ 17 ]   |
| A        | Annabel Blanchard | Leicester City   | [ 18 ]   |
| A        | Yana Daniëls      | Bristol City     | [ 15 ]   |

### Sessione invernale
| Acquisti | Acquisti       | Acquisti         | Acquisti |
| R.       | Nome           | da               | Modalità |
| -------- | -------------- | ---------------- | -------- |
| P        | Rylee Foster   | WVU Mountaineers | [ 19 ]   |
| A        | Rachel Furness | Reading          | [ 20 ]   |

| Cessioni | Cessioni       | Cessioni         | Cessioni |
| R.       | Nome           | a                | Modalità |
| -------- | -------------- | ---------------- | -------- |
| D        | Ellie Fletcher | Blackburn Rovers | [ 21 ]   |

## Risultati

### FA Women's Super League

#### Girone di andata
| Arbitro: | Barrott |

|  |           |              |
|  | Marcatori | 42’ Williams |

| Arbitro: | Atkin |

|                      |           |  |
| Furness 45+1’ (rig.) | Marcatori |  |

| Arbitro: | Oliver |

|                              |           |  |
| James 71’ Zelem 90+5’ (rig.) | Marcatori |  |

| Arbitro: | Woods |

|                   |           |            |
| Lawley 72’ (rig.) | Marcatori | 16’ Salmon |

| Arbitro: | Benn |

|                          |           |  |
| Harrop 9’ Staniforth 83’ | Marcatori |  |

| Arbitro: | Fearn |

|  |           |              |
|  | Marcatori | 45+1’ Graham |

| Arbitro: | Dowie |

|             |           |  |
| Miedema 28’ | Marcatori |  |

| Arbitro: | Dowle |

|            |           |  |
| Bonner 20’ | Marcatori |  |

| Arbitro: | Gibbons |

|             |           |         |
| Charles 77’ | Marcatori | 5’ Leon |

| Arbitro: | Saunders |

|            |           |             |
| Charles 5’ | Marcatori | 15’ England |

| Arbitro: | Fearn |

|               |           |  |
| A. Whelan 33’ | Marcatori |  |

#### Girone di ritorno
| Birkenhead 3 maggio 2020 12ª giornata | Liverpool | – Annullata | Manchester United | Prenton Park |

| Arbitro: | Yianni |

|  |           |             |
|  | Marcatori | 13’ Furness |

| Birkenhead 22 aprile 2020 14ª giornata | Liverpool | – Annullata | Birmingham City | Prenton Park |

| Liverpool 25 marzo 2020 15ª giornata | Everton | – Annullata | Liverpool | Goodison Park |

| Arbitro: | Welch |

|                            |           |                            |
| Babajide 14’ Furness 45+2’ | Marcatori | 31’, 78’ Miedema 33’ Nobbs |

| Arbitro: | Russell |

|                               |           |                  |
| Leon 26’, 60’ Thomas 27’, 52’ | Marcatori | 71’, 90’ Furness |

| Birkenhead 22 marzo 2020 18ª giornata | Liverpool | – Annullata | Manchester City | Prenton Park |

| High Wycombe 29 marzo 2020 19ª giornata | Reading | – Annullata | Liverpool | Adams Park |

| Birkenhead 5 aprile 2020 20ª giornata | Liverpool | – Annullata | Tottenham | Prenton Park |

| Birkenhead 26 aprile 2020 21ª giornata | Liverpool | – Annullata | Brighton & Hove | Prenton Park |

| Kingston upon Thames 16 maggio 2020 22ª giornata | Chelsea | – Annullata | Liverpool | Kingsmeadow |

### FA Women's Cup
| Arbitro: | Aspinall |

|                                                                                    |           |                    |
| Babajide 10’, 33’, 61’, 88’ Fahey 15’ Charles 36’ Linnett 90’ Stewart 90+2’ (aut.) | Marcatori | 17’ (rig.) Stewart |

| Kingston upon Thames 17 febbraio 2020, ore 19:00 UTC+0 Quinto turno | Chelsea   | 1 – 0 referto | Liverpool | Kingsmeadow |
| \| \| \| \| \| Reiten 26’ \| Marcatori \| \|                        |           |               |           |             |
|                                                                     |           |               |           |             |
| Reiten 26’                                                          | Marcatori |               |           |             |

### FA Women's League Cup

#### Fase a gruppi
| Arbitro: | Silcock |

|                        |           |                                        |
| Hodson 31’ Charles 62’ | Marcatori | 55’ Wilkinson 87’ Cusack 90+4’ Pennock |

| Coventry 20 ottobre 2019, ore 14:00 UTC+1 Gruppo A - 2ª giornata                       | Coventry Utd | 1 – 5 referto                              | Liverpool | Butts Park Arena |
| \| \| \| \| \| Axten 15’ \| Marcatori \| 3’ Charles 5’, 30’, 43’ Linnett 67’ Clarke \| |              |                                            |           |                  |
|                                                                                        |              |                                            |           |                  |
| Axten 15’                                                                              | Marcatori    | 3’ Charles 5’, 30’, 43’ Linnett 67’ Clarke |           |                  |

| Arbitro: | Tallis |

|                    |           |  |
| Follis 6’ Syme 86’ | Marcatori |  |

| Arbitro: | Duckworth |

|  |           |                                                                             |
|  | Marcatori | 10’ Roberts 23’ Babajide 29’ Lawley 35’ Hodson 84’ Sweetman-Kirk 87’ Kearns |

| Arbitro: | Baines |

|                              |           |            |
| Babajide 9’, 37’ Charles 43’ | Marcatori | 58’ Sharpe |

## Statistiche

### Statistiche di squadra
| Competizione            | Punti | In casa | In casa | In casa | In casa | In casa | In casa | In trasferta | In trasferta | In trasferta | In trasferta | In trasferta | In trasferta | Totale | Totale | Totale | Totale | Totale | Totale | DR  |
| Competizione            | Punti | G       | V       | N       | P       | Gf      | Gs      | G            | V            | N            | P            | Gf           | Gs           | G      | V      | N      | P      | Gf     | Gs     | DR  |
| ----------------------- | ----- | ------- | ------- | ------- | ------- | ------- | ------- | ------------ | ------------ | ------------ | ------------ | ------------ | ------------ | ------ | ------ | ------ | ------ | ------ | ------ | --- |
| FA Women's Super League | 6     | 6       | 0       | 3       | 3       | 5       | 8       | 8            | 1            | 0            | 7            | 3            | 12           | 14     | 1      | 3      | 10     | 8      | 20     | -12 |
| FA Women's Cup          | -     | 1       | 1       | 0       | 0       | 8       | 1       | 1            | 0            | 0            | 1            | 0            | 1            | 2      | 1      | 0      | 1      | 8      | 2      | +6  |
| FA Women's League Cup   | -     | 2       | 1       | 0       | 1       | 5       | 4       | 3            | 2            | 0            | 1            | 11           | 3            | 5      | 3      | 0      | 2      | 16     | 7      | +9  |
| Totale                  | -     | 9       | 2       | 3       | 4       | 18      | 13      | 12           | 3            | 0            | 9            | 14           | 16           | 21     | 5      | 3      | 13     | 32     | 29     | +3  |

### Andamento in campionato
| Giornata  | 1  | 2  | 3  | 4  | 5  | 6  | 7  | 8  | 9  | 10 | 11 | 12 | 13 | 14 | 15 | 16 | 17 | 18 | 19 | 20 | 21 | 22 |
| --------- | -- | -- | -- | -- | -- | -- | -- | -- | -- | -- | -- | -- | -- | -- | -- | -- | -- | -- | -- | -- | -- | -- |
| Luogo     | C  | T  | T  | C  | T  | C  | T  | T  | C  | C  | T  | C  | T  | C  | T  | C  | T  | C  | T  | C  | C  | T  |
| Risultato | P  | P  | P  | N  | P  | P  | P  | P  | N  | N  | P  | -  | V  | -  | -  | P  | P  | -  | -  | -  | -  | -  |
| Posizione | 10 | 11 | 12 | 11 | 12 | 12 | 12 | 12 | 12 | 12 | 12 | 12 | 11 | 11 | 11 | 11 | 12 | -  | -  | -  | -  | -  |

Legenda:

Luogo: C = Casa; T = Trasferta. Risultato: V = Vittoria; N = Pareggio; P = Sconfitta.

### Statistiche delle giocatrici
| Giocatore           | FA Women's Super League | FA Women's Super League | FA Women's Super League | FA Women's Super League | FA Women's Cup | FA Women's Cup | FA Women's Cup | FA Women's Cup | FA Women's League Cup | FA Women's League Cup | FA Women's League Cup | FA Women's League Cup | Totale   | Totale | Totale      | Totale     |
| Giocatore           | Presenze                | Reti                    | Ammonizioni             | Espulsioni              | Presenze       | Reti           | Ammonizioni    | Espulsioni     | Presenze              | Reti                  | Ammonizioni           | Espulsioni            | Presenze | Reti   | Ammonizioni | Espulsioni |
| ------------------- | ----------------------- | ----------------------- | ----------------------- | ----------------------- | -------------- | -------------- | -------------- | -------------- | --------------------- | --------------------- | --------------------- | --------------------- | -------- | ------ | ----------- | ---------- |
| R. Babajide         | 12                      | 1                       | 2                       | 0                       | 1              | 4              | 0              | 0              | 4                     | 3                     | 0                     | 0                     | 17       | 8      | 2           | 0          |
| J. Bailey           | 13                      | 0                       | 0                       | 0                       | 2              | 0              | 0              | 0              | 4                     | 0                     | 2                     | 1                     | 19       | 0      | 2           | 1          |
| S. Bradley-Auckland | 14                      | 0                       | 2                       | 0                       | 1              | 0              | 0              | 0              | 5                     | 0                     | 0                     | 0                     | 20       | 0      | 2           | 0          |
| N. Charles          | 13                      | 2                       | 0                       | 0                       | 2              | 1              | 0              | 0              | 4                     | 3                     | 1                     | 0                     | 19       | 6      | 1           | 0          |
| J. Clarke           | 7                       | 0                       | 0                       | 0                       | 2              | 0              | 0              | 0              | 3                     | 1                     | 0                     | 0                     | 12       | 1      | 0           | 0          |
| N. Fahey            | 13                      | 0                       | 2                       | 1                       | 2              | 1              | 0              | 0              | 3                     | 0                     | 0                     | 0                     | 18       | 1      | 2           | 1          |
| R. Foster           | 0                       | 0                       | 0                       | 0                       | 0              | 0              | 0              | 0              | -                     | -                     | -                     | -                     | 0        | 0      | 0           | 0          |
| R. Furness          | 4                       | 4                       | 0                       | 0                       | 2              | 0              | 0              | 0              | -                     | -                     | -                     | -                     | 6        | 4      | 0           | 0          |
| A. Hodson           | 13                      | 0                       | 0                       | 0                       | 2              | 0              | 0              | 0              | 5                     | 2                     | 0                     | 0                     | 20       | 2      | 0           | 0          |
| R. Jane             | 14                      | 0                       | 1                       | 0                       | 1              | 0              | 0              | 0              | 5                     | 0                     | 0                     | 0                     | 20       | 0      | 1           | 0          |
| M. Kearns           | 0                       | 0                       | 0                       | 0                       | -              | -              | -              | -              | 3                     | 1                     | 0                     | 0                     | 3        | 1      | 0           | 0          |
| F. Kitching         | 4                       | -5                      | 0                       | 0                       | -              | -              | -              | -              | 3                     | -2                    | 0                     | 0                     | 7        | -7     | 0           | 0          |
| M. Lawley           | 14                      | 1                       | 3                       | 0                       | 2              | 0              | 0              | 0              | 3                     | 1                     | 0                     | 0                     | 19       | 2      | 3           | 0          |
| K. Linnett          | 11                      | 0                       | 2                       | 0                       | 2              | 1              | 0              | 0              | 5                     | 3                     | 1                     | 0                     | 18       | 4      | 3           | 0          |
| C. Murray           | 6                       | 0                       | 0                       | 0                       | 1              | 0              | 0              | 0              | 3                     | 0                     | 0                     | 0                     | 10       | 0      | 0           | 0          |
| A. Preuß            | 10                      | -15                     | 0                       | 0                       | 2              | -2             | 0              | 0              | 2                     | -5                    | 0                     | 0                     | 14       | -22    | 0           | 0          |
| J. Purfield         | 2                       | 0                       | 0                       | 0                       | 2              | 0              | 0              | 0              | 2                     | 0                     | 0                     | 0                     | 6        | 0      | 0           | 0          |
| L. Robe             | 14                      | 0                       | 4                       | 0                       | 2              | 0              | 0              | 0              | 5                     | 0                     | 0                     | 0                     | 21       | 0      | 4           | 0          |
| R. Roberts          | 12                      | 0                       | 1                       | 0                       | -              | -              | -              | -              | 3                     | 1                     | 0                     | 0                     | 15       | 1      | 1           | 0          |
| A. Rodgers          | 3                       | 0                       | 0                       | 0                       | 1              | 0              | 0              | 0              | 3                     | 0                     | 0                     | 0                     | 7        | 0      | 0           | 0          |
| C. Sweetman-Kirk    | 11                      | 0                       | 0                       | 0                       | 1              | 0              | 0              | 0              | 4                     | 1                     | 0                     | 0                     | 16       | 1      | 0           | 0          |